# Polyzonus cuprarius
Polyzonus cuprarius là một loài bọ cánh cứng trong họ Cerambycidae.